# Hans Jürgen Machwirth
Hans Jürgen Machwirth (* 4. Februar 1939 in Bad Kreuznach) ist ein deutscher Winzer und Politiker (CDU).

## Leben
Machwirth besuchte das Gymnasium in Bad Kreuznach und legte 1959 das Abitur im Neusprachlichen Gymnasium in Oppenheim / Rhein ab. Von 1959 bis 1961 machte er eine Banklehre in Mainz und nebenher eine praktische Winzerausbildung im väterlichen Weingut. Zwischen 1961 und 1963 leistete er seinen Grundwehrdienst in Idar-Oberstein und war 1963 Leutnant der Reserve. Nach Reserveübungen wurde er 1968 Oberleutnant der Reserve und 1973 Hauptmann der Reserve. Von 1963 bis 1967 studierte er Wirtschaftswissenschaften an der Johannes Gutenberg-Universität Mainz. 1968 bis 1977 war er freiberuflich als geschäftsführender Gesellschafter in einem Unternehmen der Edelsteinindustrie tätig. 1987 bis 1994 war er Dozent für Betriebswirtschaftslehre an der saarländischen Wirtschaftsakademie Blieskastel und am Saartechnikum, von 1996 bis 2001 Studienleiter der rheinland-pfälzischen Außenstellen der Wirtschaftsakademie Blieskastel und des Saartechnikums, von 2007 bis 2010 Dozent und Berater bei der Campus Company Birkenfeld und ab 2010 Geschäftsführer der Wirtschaftsakademie Pfalz-Nord.

## Politik
1968 trat er der CDU bei und war Vorsitzender des CDU-Stadtverbands, Kreisvorsitzender der CDU und Mitglied im CDU-Bezirksvorstand. Er war Vorsitzender der CDU-Kreistagsfraktion Birkenfeld und Mitglied des Stadtrats Idar-Oberstein. Zwischen 1977 und 1987 amtierte er als Bürgermeister und allgemeiner Vertreter des Oberbürgermeisters der Stadt Idar-Oberstein und war dann 2001 bis 2007 Oberbürgermeister in Idar-Oberstein. 
Als seine Amtszeit frühzeitig beendet werden sollte, da Machwirth die Altersgrenze für Beamte erreicht hatte, obwohl seine Funktion als Oberbürgermeister eine längere Amtszeit vorgesehen hätte klagte Machwirth bis vor das Landesverfassungsgericht Rheinland-Pfalz wegen des Vorwurfs der Altersdiskriminierung. Der Fall erweckte bundesweit Aufsehen und am Ergebnis des Prozesses orientierten sich auch andere Bundesländer.
1991 kandidierte er für den zwölften Landtag Rheinland-Pfalz. Am 9. November 1994 rückte er für Franz Peter Basten in den Landtag nach, dem er bis zum Ender der Wahlperiode 1996 angehörte. Im Landtag war er Mitglied im Ausschuss für Umwelt und Forsten. 
Daneben war er Mitglied der DAG.